# Akzeptation
Akzeptation (lat. acceptare = annehmen) ist ein verfassungsrechtlicher Begriff für eine verbindlich erfolgende weltliche Anerkennung kirchlichen Rechts im Spätmittelalter. Die Bezeichnung bürgerte sich im 15. Jahrhundert ein und zielte auf die regelmäßig gesetzliche Verfügung ab, die sogenannte pragmatische Sanktion (sanctio), durch die der König und die Landesfürsten Überleitungsgesetze schafften. Vergleichbarkeit weist die Akzeptation zur staatsrechtlichen Transformation auf, etwa der Umsetzung von Völkerrecht in nationales Recht.  
Historische Beispiele sind die Pragmatische Sanktion von Bourges von 1438, mittels derer die Freiheiten der gallikanischen Kirche gemäß den Beschlüssen des Basler Konzils anerkannt wurden, und im Folgejahr die Akzeptation des Reichstags zu Mainz (1439), welche die Basler Beschlüsse über die gallikanische Kirche annahm. Beide sanctiones wurden später wieder aufgehoben.